# Orthomorpha armata
Orthomorpha armata är en mångfotingart. Orthomorpha armata ingår i släktet Orthomorpha och familjen orangeridubbelfotingar. Inga underarter finns listade i Catalogue of Life.